# Kuchāman
Kuchāman är en ort i Indien.   Den ligger i distriktet Nāgaur och delstaten Rajasthan, i den nordvästra delen av landet, 290 km sydväst om huvudstaden New Delhi. Kuchāman ligger 396 meter över havet och antalet invånare är 56 725.
Terrängen runt Kuchāman är platt. Runt Kuchāman är det ganska tätbefolkat, med 239 invånare per kvadratkilometer. Närmaste större samhälle är Makrāna, 17,4 km sydväst om Kuchāman. Trakten runt Kuchāman består till största delen av jordbruksmark.